# Claude Patry
Claude Patry (né le 10 janvier 1953 à Arvida) est un syndicaliste et un homme politique québécois. Il a été député de la circonscription de Jonquière—Alma à la Chambre des communes du Canada de 2011 à 2015.

## Biographie
Claude Patry a été soudeur chez Alcan avant de devenir président du Syndicat national des employés de l'aluminium d'Arvida,, le syndicat représentant les travailleurs de Rio Tinto Alcan de l'usine d'Arvida, rattaché à la Fédération des travailleurs du Québec.
Lors de l'élection fédérale canadienne de 2011, il est élu sous l'étiquette du Nouveau Parti démocratique comme député de la circonscription de Jonquière—Alma à la Chambre des communes du Canada. Il a ravi la circonscription du député conservateur Jean-Pierre Blackburn, alors ministre des anciens combattants du Canada. Le 26 mai 2011, il est nommé porte-parole de l'opposition officielle du Canada pour l'assurance emploi.
Il passe au Bloc québécois le 28 février 2013, en raison de divergences sur la question de la reconnaissance éventuelle d'un référendum sur la souveraineté du Québec. Il y devient responsable des questions touchant au Travail, à l'Industrie, aux Petites entreprises, aux Sciences et aux Forêts.
À la suite de la démission de Daniel Paillé, il soutient André Bellavance dans la course à la chefferie du Bloc québécois de 2014. Après l'élection de Mario Beaulieu, il se rallie après réflexion au nouveau chef mais annonce qu'il ne se représentera pas lors de l'élection de 2015 et quittera la vie politique fédérale. Il n'exclut cependant pas une carrière politique à l'échelle provinciale ou municipale.
Lors de la course à la chefferie du Parti québécois de 2015, il soutient Pierre Céré, seul candidat non élu et porte-parole du Conseil National des Chômeurs et Chômeuses. Il explique « Je suis un gars qui vient de la base. J'ai travaillé dans une usine. J'ai toujours fait affaire avec des gars qui ont des problèmes de chômage. Nous avons des affinités ».
Le 16 février 2017, il s'affiche ouvertement comme membre du groupe La Meute, un groupe classé à l'extrême droite, dont il devient « chef de clan » au Saguenay–Lac-Saint-Jean.

## Liens
- Ressource relative à la vie publique :   - Parlement du Canada